# رشته‌کوه بزنگی
رشته‌کوه بزنگی (به لاتین: Bezengi Wall) یک زنجیره کوهی و رشته‌کوه در روسیه و گرجستان است. رشته‌کوه بزنگی ۵٬۱۹۳ متر بالاتر از سطح دریا واقع شده‌است. این دیواره کوهی بخشی از رشته‌کوه قفقاز را تشکیل می‌دهد.